# Ituberá
Ituberá este un oraș în statul Bahia (BA) din Brazilia.